# Haplochromis sp. 'long snout'
Haplochromis sp. nov. 'long snout' là một loài cá thuộc họ Cichlidae. Nó là loài đặc hữu của Uganda.